# 奧瓦斯科 (密蘇里州)
奧瓦斯科（英語：Owasco）是位於美國密蘇里州沙利文縣的非建制地區。

## 歷史
奧瓦斯科的郵局於1858年設立，其後於1919年停運。

## 地理
奧瓦斯科所處的海拔為高於海平面308米（即1010英呎），而該地所採用的時區為UTC-6，即北美中部時區（CST）。同時該地設有夏令時間，為UTC-6調快一小時，即UTC-5（CDT）。